# ジュリア・ロビンソン

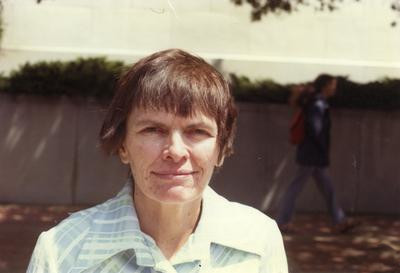
ジュリア・ロビンソン

ジュリア・ホール・ボウマン・ロビンソン（Julia Hall Bowman Robinson、1919年12月8日 - 1985年7月30日）は、アメリカ合衆国の数学者。

## 人物
ミズーリ州セントルイス出身。カリフォルニア大学バークレー校に学び、1948年に同校で博士号を取得。1976年に全米科学アカデミー数学部門に初の女性会員として選出された。1982年には女性数学者教会が選出するエミー・ネーター記念講座の講師に選ばれている。翌1983年にマッカーサー財団のフェローシップを獲得。また同年から翌1984年まで、女性として初めてアメリカ数学会会長を務めた。65歳のときカリフォルニア州オークランドで白血病のため死去。
業績としてはディオファントス方程式および決定可能性についてのものが最もよく知られる。これはユーリ・マチャセビッチがヒルベルトのいわゆる第10問題に対して否定的解決を行うための基礎の多くを提供したとされる。実際、ロビンソンがこの主題から脇道に逸れたことはわずか2回しかない。第1は、数学的問題の実際的な決定可能性と決定不能性についての学位論文である。第2はゲーム理論についてのもので、仮想プレイ（最適反応動学）が2人ゼロサムゲームにおいて混合ナッシュ均衡戦略に収束することを証明した。
1941年に同じく数学者のラファエル・M・ロビンソンと結婚。またジュリアの姉のコンスタンス・リードは数学関係の伝記作家として名高い。

## 関連文献
- Reid, Constance (1997). Julia: A Life in Mathematics. Mathematical Association of America. ISBN 0-88385-520-8